# Good Charlotte
Good Charlotte — американская поп-панк-группа из Уолдорфа, штат Мэриленд, образована в 1996 году. С 2005 года в состав группы входят Джоэл Мэдден (ведущий вокал), Бенджи Мэдден (гитара, вокал), Пол Томас (бас-гитара), Билли Мартин (гитара, клавишные) и Дин Баттерворт (барабаны, перкуссия).
Группа выпустила свой одноимённый дебютный альбом в 2000 году. В 2002 году они выпустили свой второй альбом — The Young and the Hopeless. Включая синглы «Lifestyles of the Rich and Famous», «The Anthem» и «Girls & Boys», The Young and the Hopeless разошёлся тиражом 3,5 миллиона копий в США и получил тройную платиновую сертификацию от RIAA, в общей сложности было продано почти 5 миллионов копий по всему миру.
В 2004 году группа выпустила альбом The Chronicles of Life and Death, более мрачный как в музыкальном, так и в лирическом плане. При поддержке синглов «Predictable» и «I Just Wanna Live», The Chronicles of Life and Death продолжил успех группы, и альбом получил платиновый статус от RIAA, разойдясь тиражом более миллиона копий только в США. В 2007 году они выпустили альбом в стиле дэнс-панк под названием Good Morning Revival, а в 2010 году вернулись к своим поп-панк-корням с альбомом Cardiology.
После четырёхлетнего перерыва группа объявила о своём возвращении 3 ноября 2015 года. Группа выпустила Youth Authority в 2016 году, а в 2018 году — свой последний альбом Generation Rx. Кроме того, они выпустили два сборника: Greatest Remixes в 2008 году и Greatest Hits в 2010 году.

## История

### Ранние годы (1996—1999 гг.)
Братья-близнецы Джоэл и Бенджи Мэдден основали группу Good Charlotte и являются их главными участниками. Братья Мэдден сосредоточились на подписании контракта с группой, читая книги и журналы, которые помогли бы им в достижении этой цели. Они делали рекламные буклеты, которые отправляли звукозаписывающим лейблам. Джоэл Мэдден узнал, что девушка, которую он пригласил на выпускной, была сестрой басиста Пола Томаса. Томас познакомился с братьями и был впечатлён их исполнительским мастерством и вместе они начали выступать в клубах в районе Вашингтона. Братья Мэдден переехали в город Аннаполис, штат Мэриленд, где давали акустические концерты. Группа назвала себя Good Charlotte в честь детской книги «Good Charlotte: Girls of the Good Day Orphanage» Кэрол Бич Йорк.
Гитарист Билли Мартин пошёл на одно из таких концертов по настоянию Джими Хаха из Jimmie’s Chicken Shack. Мартин подружился с братьями Мэдден и позволил им переехать к нему после того, как их выселили из их квартиры. Мартин присоединился к Good Charlotte после того, как трио узнало, что у них общий интерес к австралийской рок-группе Silverchair, и распада группы Мартина Overflow. Они написали новые песни, записали и исполнили демо-записи. Группа выступала на разогреве у Blink-182, Lit и Bad Religion. В 1999 году Good Charlotte разогревали Save Ferris в Филадельфии. После выступления они выпустили демо «Little Things», которое вскоре попало в эфир местной радиостанции Y100. Бенджи Мэдден был уверен в потенциальном статусе песни как хита благодаря её школьной тематике и реальности текстов.
Сотрудник Sony Music передал демо-запись группы региональному менеджеру по продвижению Майку Мартиновичу, который был впечатлён писательскими способностями группы и автобиографическим характером песен. Он связался с менеджером по работе с талантами Стивом Файнбергом, который прилетел в Аннаполис, чтобы посмотреть выступление группы, а позже начал работать с ними. Примерно в то же время WHFS также начали проигрывать демо. Когда трек стал хитом в этом районе, звукозаписывающие лейблы начали проявлять интерес к Good Charlotte. К концу 1999 года группа отправилась в тур по восточному побережью с группой Lit. Представители нескольких крупных лейблов посетили их выступление на нью-йоркском шоу.

### Good Charlotte(2000—2001 гг.)
Начиная с 2000 года, группа стала гастролировать на постоянной основе, выступая в поддержку таких групп, как Lit, Goldfinger, Sum 41 и Mest. После выступления в Нью-Йорке группа встретилась с людьми из музыкальной индустрии. Дэвид Мэсси, исполнительный вице-президент по A&R крупного лейбла Epic Records, подписал контракт с группой в мае.
Дебютный студийный альбом группы, — Good Charlotte, был выпущен 26 сентября 2000 года на лейблах Epic и Daylight Records. Японское издание включало «The Click», кавер-версию песни Orchestral Manoeuvres in the Dark «If You Leave» и живую акустическую версию «The Motivation Proclamation» в качестве бонус-треков. Продажи не оправдали ожиданий лейбла, и группа была чуть не исключена из состава лейбла. В октябре и ноябре группа отправилась в гастроли по США с Fenix TX, за которым последовал тур по США с MxPx до конца года.
В декабре группа выступила на HFSmas, зимней версии HFStival. 1 марта 2001 года «Little Things» была выпущена в качестве сингла в Австралии, он включал в себя «The Click» и «Thank You Mom» в качестве Би-сайдов. Несмотря на отсутствие успеха «Little Things», лейбл группы позволил им снять ещё одно видео на песню «The Motivation Proclamation». Он был срежиссирован Марком Уэббом и показывает участников группы на земле, которые просыпаются один за другим и начинают выступать. Сцены из мультсериала «Студенты» крутили по телевизору. С марта по май группа выступала совместно с MxPx в их гастролях по США в качестве хэдлайнеров. В апреле видеоклип на «The Motivation Proclamation» транслировался в видеохостингах. Во время гастролей с MxPx, их альбом стабильно продавался тиражом 3000 копий в неделю. В результате группа захотела снять музыкальное видео, содержащее кадры с их концертов. В конце мая группа выступила на HFStival. Во время их съёмок был снят клип на «Festival Song» режиссёром Марком Уэббом. В итоге видео превратилось в мини-документальный фильм о том дне. В клипе появляются участники групп Mest, New Found Glory и Linkin Park.

### The Young and the Hopelessи массовый успех (2002—2003 гг.)
Альбом 2002 года The Young and the Hopeless разошёлся тиражом 4,9 миллиона копий и принёс группе большую популярность. Прорывной сингл группы под названием «Lifestyles of the Rich and Famous» возглавил как поп-, так и рок-чарты по всему миру. Синглы, которые были выпущены с альбома, включают «The Anthem», «Girls & Boys», «The Young & the Hopeless» и «Hold On». Группа назвала Rancid, Social Distortion и The Clash ключевыми факторами, повлиявшие на альбом.
The Young and the Hopeless дебютировали на седьмой строчке Billboard 200 с продажами за первую неделю в 117 000 копий, К августу 2003 года было продано более 2 миллионов копий альбома, а к октябрю 2004 года — 3 миллиона. В то время альбом всё ещё находился в чарте Billboard 200, спустя 2 года после своего выхода. Синглы с альбома подняли группу из категории «modern rock» в «top 40» радиостанций, причём все три основных сингла перешли в формат. Каждый из них имел большой успех в Total Request Live на MTV. По состоянию на 2011 год в США было продано более 3,5 миллионов копий. Альбом достиг 18-го и 104-го мест в чартах Billboard 200 по итогам года в 2003 и 2004 годах соответственно. Альбом занял 6-е место в чарте Новой Зеландии, 7-е место в Швеции, 9-е место в Австралии, 15-е место в Великобритании, 20-е место в Австрии, 24-е место в Японии, 46-е место в Швейцарии, 52-е место во Франции, и 57-е место в Нидерландах.
Примерно в это же время группа The Used узнали, что Good Charlotte нуждается в барабанщике, и познакомили их с Крисом Уилсоном. Вскоре после этого он стал барабанщиком группы. В июле группа сняла клип на песню «Lifestyles of the Rich and Famous». Режиссёром клипа стал Билл Фишман, в нём участвуют вокалист *NSYNC Крис Киркпатрик, гитарист Tenacious D Кайл Гэсс и басист Minutemen Майк Уотт. На видео группа выступает внутри особняка, прежде чем особняк окружает полиция. Впоследствии группу арестовывают, и они предстают перед залом суда. Песня была выпущена на радио Modern rock 13 августа и в качестве CD-сингла 9 сентября. В качестве Би-сайдов на нём были представлены «Cemetery», «The Click» и акустическая версия «Lifestyles of the Rich and Famous». Альбом The Young and the Hopeless был выпущен 1 октября на лейблах Epic и Daylight Records. Группа дала несколько концертов в поддержку No Doubt в их туре по арене в начале октября. В октябре и ноябре группа отправилась на гастроли по США в качестве хедлайнеров.
В период с сентября по ноябрь группа отправилась в тур по арене США в качестве хэдлайнеров. Первую половину поддерживали Mest и Something Corporate, в то время как оставшуюся половину — Eve 6 и Goldfinger. В начале гастролей «Hold On» был выпущен на alternative rock radio. В октябре группа сняла клип на «Hold On» с режиссёром Сэмюэлем Бейером. Премьера клипа состоялась 12 ноября на Total Request Live. Для создания клипа группа сотрудничала с Американским фондом предотвращения самоубийств (AFSP). В нём представлены люди с умершими родственниками и люди, пытавшиеся покончить жизнь самоубийством. В декабре группа отправилась гастролировать по Великобритании с Sugarcult и Mest. В январе 2004 года группа отправилась на гастроли по Японии. «Hold On» и «The Young and the Hopeless» были выпущены как совместный сингл 13 января. На «The Young and the Hopeless» было снято музыкальное видео, режиссёрами которого выступили Сэм Эриксон и братья Мэддены. Клип был снят на звуковой сцене в Индианаполисе, штат Индиана, и съёмочная площадка была заполнена различными трофеями и лентами, которые группа уничтожает ближе к концу клипа. В сентябре альбом был переиздан в виде упаковки из двух CD-дисков с альбомом Good Charlotte.

### Chronicles of Life and Death (2004—2007)
Крис Уилсон был барабанщиком группы на записи третьего альбома The Chronicles of Life and Death, выпущеного в 2004 году. Альбом получил смешанные реакции со стороны музыкальной прессы и фанатов, но, тем не менее, был продан тиражом 2,2 миллиона экземпляров. Этот альбом очень отличается от прошлых двух альбомов, вместо веселых и зажигательных песен в стиле американского поп-панка фанаты получили грустные и лирические песни которые больше подходят аудитории от 40 лет. Лучше всего в чартах себя проявил сингл «I Just Wanna Live», который наряду с «The Anthem», является одной из самых знаменитых песен группы. Почти все синглы с альбома («Predictable», «I Just Wanna Live», и «The Chronicles of Life and Death») попал в топ 30 в Великобритании, за исключением «We Believe».
В мае 2005 года после долгих размышлений, было официально подтверждено, что Крис Уилсон покинул группу, ссылаясь на личные причины по здоровью. Также Бенджи рассказал журналу Kerrang!, что худшей частью 2005 года стал уход Криса.
Позже Good Charlotte дают многочисленные концерты в поддержку альбома, параллельно выступая с такими знаменитыми «коллегами», как Simple Plan и Relient. К группе присоединяется Дин Баттерворт в качестве временного барабанщика группы. Позже, в марте 2007 года, Баттерворта был утвержден в качестве постоянного барабанщика группы.

### Good Morning Revival (2007—2008)
Четвёртый альбом был официально выпущен в марте 2007 года и дебютировал в топ-100 из 4 стран мира, включая Россию и был продан тиражом 400 тысяч экземпляров. Если в прошлом альбоме и имелись какие-то элементы поп-панка, то в этом только «грусть, печаль, тоска». Первый, и самый знаменитый сингл с альбома, «The River» появился в Интернете 4 января 2007 года, и был выпущен в Северной Америке. Вторым синглом был «Keep Your Hands Off My Girl». Затем последовали такие синглы, как «Dance Floor Anthem» и «Misery».

### CardiologyиGreatest Hits(2009—2011 гг.)

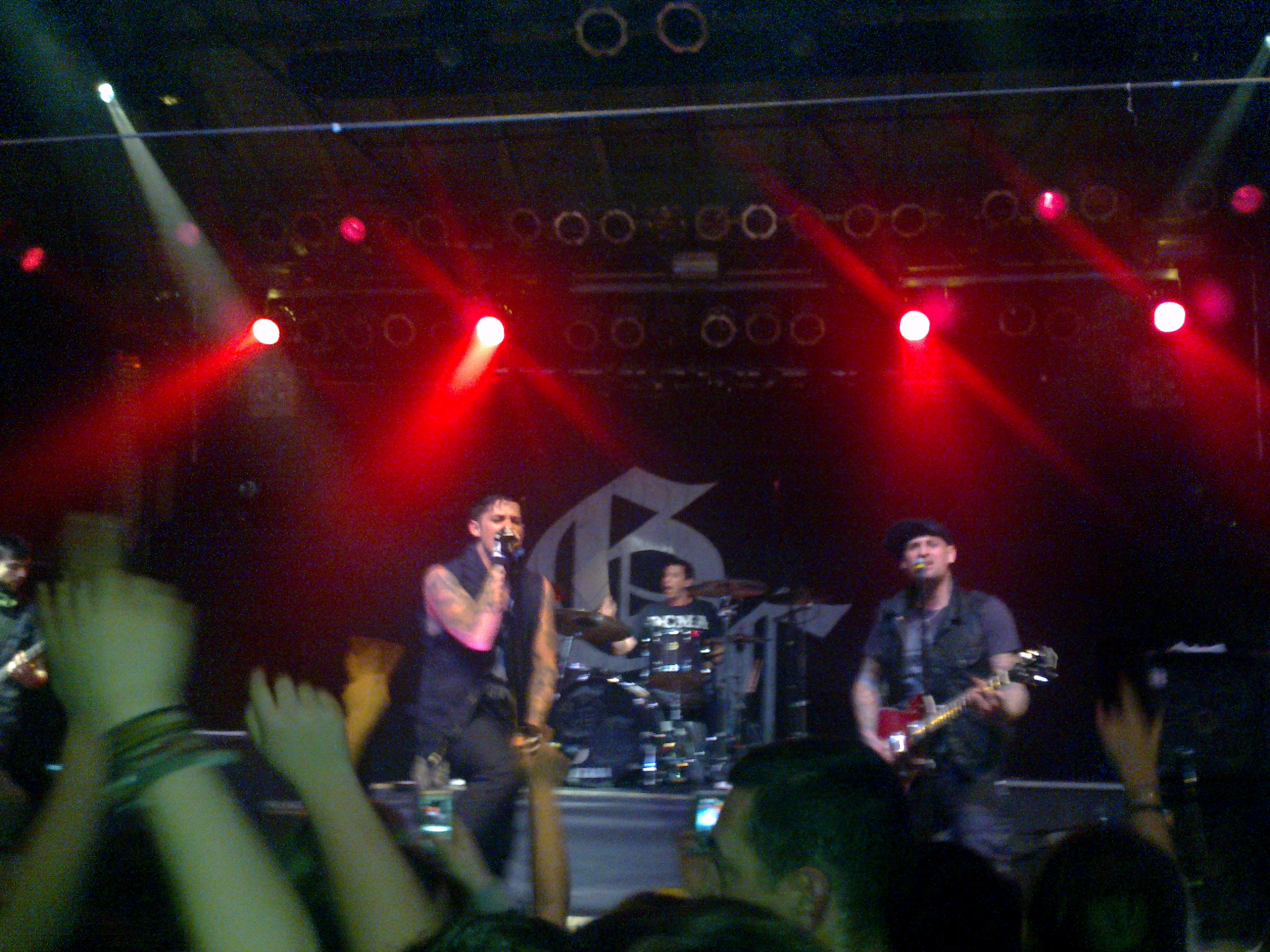
Выступление Good Charlotte в 2011 году.

Описывая звучание нового альбома, Джоэл Мэдден в интервью для MTV News сказал, что он будет звучать очень похоже на Blink-182. Джоэл также отметил, что «Тем не менее, на записи нет ничего танцевального, что отличалось бы от нашего последнего альбома», что также подразумевает отход от звучания Good Morning Revival. 3 декабря 2008 года в журнале Kerrang! объявили, что Good Charlotte выпустит свой пятый студийный альбом Cardiology в 2009 году. Название которого, по словам Джоэла, происходит от лирического содержания альбома, которое, как он объяснил, «всё связано с сердцем». Джоэл также добавил, что группа уже написала 20 песен для нового альбома и, как говорится, на нём группа возвращается к своим поп-панковским корням. 24 января 2010 года Good Charlotte объявили, что группа закончила работу над альбомом, но собирается полностью отказаться от него и записать с другим продюсером, Доном Гилмором, который также продюсировал первую и четвёртую пластинки группы — Good Charlotte и Good Morning Revival.
Группа выпустила свой первый сингл с нового альбома «Like It's Her Birthday» 24 августа 2010 года при участии Tonight Alive. Группа опубликовала песню в Интернете 5 августа 2010 года и написала на своём веб-сайте, что, если видеоклип на песню наберёт более 100 000 просмотров, группа опубликует другую песню с альбома. 15 августа 2010 года клип набрал 100 000 просмотров, и группа выпустила «Counting the Days» в виде видео на своём YouTube-канале и объявила, что это будет второй сингл с альбома. В музыкальном клипе на «Like It’s Her Birthday» есть камео от вокалиста The Maine Джона О’Каллагана и гитариста Кеннеди Брока, а также от вокалиста Boys Like Girls Мартина Джонсона и гитариста Пола Диджованни.
5 ноября 2010 года бывший лейбл Good Charlotte, Sony Music, выпустил сборник хитов группы Greatest Hits для Австралии, включающий 16 синглов с четырёх студийных альбомов группы, выпущенных на этом лейбле. Позже сборник был выпущен в США 6 января 2011 года и в Японии 16 февраля 2011 года.
13 сентября 2010 года было объявлено, что Good Charlotte станет хедлайнером Kerrang! Relentless Tour 2011 с такими группами в виде поддержки как Four Year Strong, Framing Hanley и The Wonder Years. 3 марта 2011 года Good Charlotte отправились на гастроли с This Century и Forever The Sickest Kids по Северной Америке, отыграв несколько концертов в небольших средних школах по всей стране. В июне 2011 года Good Charlotte отправились гастролировать по США совместно с Yellowcard и Runner Runner в качестве разогрева. В июне 2011 года в интервью журналу Punkvideosrock.com Билли и Пол заявили, что находятся в процессе планирования гастролей на следующие 5 лет.
1 сентября 2011 года Good Charlotte объявили о перерыве в интервью Rolling Stone, но The Madden Brothers выпустили бесплатно свой микстейп Before — Volume One в октябре 2011 года. А в сентябре 2014 года был выпущен их дебютный альбом Greetings from California, сессионным исполнителем на котором был барабанщик Good Charlotte Дин Баттерворт.

### Youth AuthorityиGeneration Rx(2015 — наши дни)
2 Июня 2015 года Good Charlotte была представлена в песне Waka Flocka Flame «Game On», песне из саундтрека к фильму «Пиксели».
3 ноября 2015 года группа официально объявила о прекращении перерыва через Alternative Press, а 5 ноября группа выпустила сингл «Makeshift Love». Музыкальный клип на песню «Makeshift Love» с участием Майки Уэй и Джона Фельдманна, включая эпизодическую роль группы Waterparks, был выпущен 13 ноября 2015 года. Группа дала своё первое шоу с момента своего реформирования 19 ноября 2015 года в The Troubadour в Западном Голливуде, штат Калифорния. Группа поддерживала All Time Low на британском и ирландском этапе гастролей Back to the Future Hearts tour в 2016 году.
Группа выпустила свой шестой студийный альбом Youth Authority 15 июля 2016 года с приглашёнными музыкантами вроде Келлин Куинн из Sleeping with Sirens и Саймон Нейл из Biffy Clyro. Дата выхода альбома была объявлена 30 марта 2016 года, а название альбома и обложка появились несколькими днями позже. Обсуждая название альбома, Джоэл Мэдден сказал, что концепция Youth Authority заключалась в том, что «прямо сейчас есть ребёнок, у которого есть гитара, или микрофон, или ноутбук, с мечтой, которая превзойдёт все шансы». Он сказал, что альбом ощущается как «GC прошлого» с «новой энергией».
8 декабря 2017 года группа выпустила мини-альбом из трёх песен, A GC Christmas, Pt. 1, который включал кавер-версию группы Wham! «Last Christmas», полноголосную версию их ранее неизданной песни «Christmas by the Phone» и альтернативную версию «Let the World Be Still», первоначально разработанную их сайд-проектом The Madden Brothers.
24 мая 2018 года группа анонсировала выход нового альбома Generation Rx, который выйдет 14 сентября 2018 года. Это совпало с выпуском нового сингла под названием «Actual Pain». Группа также анонсировала гастроли на 2019 год в поддержку альбома. Эпидемия опиоидов вдохновила название альбома: символ Rx часто используется как сокращение от медицинских рецептов в США. Первоначально альбом имел рабочее название Cold Song, но был изменён после того, как группа поняла, что боль была постоянной темой всего альбома. Generation Rx рассказывает о нескольких проблемах: эпидемии опиоидов, борьбе с психическим здоровьем, проблемах с самооценкой и влиянии организованной религии на жизнь других людей. По словам Джоэла Мэддена, альбом был «полностью посвящён этой внутренней борьбе, и <…> эмоциональный опыт, через который мы все проходим, приводит нас к тому, что мы хотим заглушить боль, которая есть в каждом из нас». Группа отыграла неожиданный гостевой сет в рамках финальных гастролей Vans Warped Tour 29 июля 2018 года.
2 апреля 2020 года Бенджи и Джоэл Мэдден провели прямую трансляцию выступления Good Charlotte через Veeps, компанию по организации прямых трансляций, принадлежащую Джоэлу Мэддену, все вырученные средства пошли на «благотворительные усилия нашего сообщества в связи с пандемией COVID-19». 25 сентября 2020 года Билли Мартин сыграл на гитаре в прямом эфире, посвящённом 20-летию выхода дебютного альбома группы. 18 декабря 2020 года, после недели предыдущих тизеров, Good Charlotte выпустили сингл под названием «Last December», который стал первой новой музыкой группы за два года.
7 октября 2024 года, во время 91-й серии подкаста Artist Friendly, ведущего Джоэла Мэддена, он рассказал Декстеру Холланду из The Offspring, что Good Charlotte планирует «выпустить пластинку в следующем году», первую за семь лет со времён Generation Rx. Больше никакой информации раскрыто не было.

## Музыкальный стиль и влияния
Good Charlotte в основном характеризуются как поп-панк-группа. Группу также описывали как альтернативный рок, эмо, панк-рок, поп-рок, скейт-панк и эмо-поп. По словам писателя Брюса Бритта, Good Charlotte сочетают в себе «яростную мощь скейт-панка, мелодичность поп-музыки и жутковатую, размазанную тушью чувствительность гота 80-х». По словам программного директора Роберта Бенджамина, Бенджи Мэдден сказал ему, что Good Charlotte «хотели быть сочетанием Backstreet Boys и Minor Threat». Бенджи был фанатом панк-группы Social Distortion, в то время как его брат Джоэл интересовался такими группами, как The Smiths и The Cure. В качестве источников влияния Good Charlotte называют Beastie Boys, Minor Threat, The Clash, Sex Pistols, Rancid и Green Day.

## Активизм
Билли Мартин — вегетарианец и стал вегетарианцем года по версии PETA в 2012 году. В прошлом группа активно поддерживала кампании PETA по защите прав животных. Участники группы записали трек «Lifestyles of the Rich and Famous» на компакт-диске PETA Liberation и выступили на гала-концерте в честь 25-летия PETA и вручении гуманитарных премий. Участники группы также провели демонстрацию против обращения KFC с цыплятами. Однако в 2012 и 2013 годах участники группы активно продвигали Kentucky Fried Chicken в серии австралийских телевизионных рекламных роликов, что привело к обвинениям в лицемерии.

## Участники группы
| Текущий состав - Джоэл Мэдден — ведущий вокал (1996 – наши дни) - Бенджи Мэдден — бэк-вокал, гитара (1996 – наши дни) - Билли Мартин — гитара, клавишные (1998 – наши дни) - Пол Томас — бас-гитара (1996 – наши дни) - Дин Баттеруорт — барабаны, перкуссия (2005 – наши дни) Концертные участники - Мэттью Кома — бэк-вокал, гитара, клавишные (2023 – наши дни) Сессионные участники - Джош Фриз — барабаны, перкуссия (2004 г.) - Дэвид Кэмпбелл — струнные аранжировки и дирижирование (2000 г., 2002 г., 2004 г.) | Бывшие участники - Аарон Эсколопио — барабаны, перкуссия (1996–2001 гг.) - Крис Уилсон — барабаны, перкуссия (2001-2005 гг.) Бывшие концертные участники - Дасти Брилл — барабаны, перкуссия (2001 г.) - Натан «Нейт» Фаутц — барабаны, перкуссия (2001-2003 гг.) - Брайан Рупел — барабаны, перкуссия (2001-2002 гг.) - Дэймон ДеЛаПаз — барабаны, перкуссия (2002-2003 гг., 2005 г.) - Сайрус Болуки — барабаны, перкуссия (2004 г.) - Робин Экман — барабаны, перкуссия (2005 г.) - Дерек Грант — барабаны, перкуссия (2005 г.) - Дэн Корниш — бас-гитара (2005-2006 гг.) - Неизвестный — бас-гитара (2010 г.) - Давид Дерозье — бас-гитара (2012 г.) - Серж Димитриевич — бас-гитара (2012 г.) |

## Дискография
- Good Charlotte (2000 г.)
- The Young and the Hopeless (2002 г.)
- The Chronicles of Life and Death (2004 г.)
- Good Morning Revival (2007 г.)
- Cardiology (2010 г.)
- Youth Authority (2016 г.)
- Generation Rx (2018 г.)
- Motel Du Cap (2025 г.)